# Недвед, Макс
Макс Недвед (нем. Max Nedwed; 22 июня 1902, Халлайн, Австро-Венгрия — 16 сентября 1975, Клагенфурт, Австрия) — австрийский юрист, оберштурмбаннфюрер СС, начальник отделения гестапо в Инсбруке и Касселе.

## Биография
Макс Недвед родился 22 июня 1902 года в семье служащего. В 1918 и 1919 годах в составе школьного сообщества участвовал в «борьбе за свободу в Каринтии». В 1920 году сдал экзамены на аттестат зрелости в гимназии в Клагенфурте. С 1920 года по 1927 год изучал право в университетах Вены и Инсбрука. В 1927 году получил докторскую степень по праву и политическим наукам в университете Инсбрука. Один год проходил судебную практику в земельном суде Клагенфурта и затем поступил на службу в полицию. С 1933 по 1938 год был полицейским комиссаром в управлении по обеспечению безопасности в Каринтии. Недвед помогал бежать заключённым нацистам из страны и снабжать нелегальную нацистскую партию информацией из управления по безопасности. В феврале 1934 года вступил в НСДАП. 27 мая 1938 года подал повторную заявку на вступление в нацистскую партию и был принят задним числом 1 мая (билет № 6177564). В 1938 году был принят в аппарат гестапо. С 1939 года служил в отделении государственный полиции в Клагенфурте. С мая 1940 года был заместителем начальника гестапо в Карлсбаде в Рейхсгау Судетенланд. 15 декабря 1940 года был принят в ряды СС (№ 385411). В июле 1941 года стал заместителем начальника гестапо в Штеттине. 18 августа 1942 года возглавил отделение гестапо в Кёзлине. С июля 1943 года был начальником гестапо в Касселе, а с октября 1944 года занимал такую же должность в Инсбруке.
После войны попытался скрыться. Воспользовавшись фальшивыми документами, он направился в сторону Зальцбурга. 5 августа 1945 года был арестован австрийской уголовной полицией в Кицбюэле. 18 декабря 1948 года французский военный трибунал приговорил его к 20 годам заключения совместно с каторжным трудом. Суд обосновал приговор тем, что Недвед, занимая должность начальника гестапо в Инсбруке, был виновен в преступлениях против человечности в лагере Райхенау. 17 июля 1954 года был освобождён в ходе амнистии из тюрьмы в Гарстене. С 1958 года был служащим в Линце. Умер в 1975 году в Клагенфурте.